# Mistero Buffo
Mistero Buffo (titlu în engleză Comic Mistery Play) este un monolog plin de fantezie de Dario Fo, recitat într-o limbă inventată, Grammelot.
Grammelot este o combinație de mai multe limbi derivat din tradiționala Commedia dell'Arte, constituit dintr-o combinație de dialecte nord-italiene și sunete onomatopeice care imită ritmul și intonația unei limbi adevărate. 
Poate fi considerată actul de naștere al teatrului de narațiune/ povestit, un tip de spectacol în care nu există personaje, ci povestiri ce duc cu gândul la menestrelii medievali.